# Knud Lundberg
Knud Lundberg, född 14 maj 1920 i Köpenhamn, död 12 augusti 2002 i Gentofte, var en dansk fotbollsspelare.
Lundberg blev olympisk bronsmedaljör i fotboll vid sommarspelen 1948 i London.